# Acropsilus borboroides
Acropsilus borboroides är en tvåvingeart som först beskrevs av H. Oldroyd 1955.  Acropsilus borboroides ingår i släktet Acropsilus och familjen styltflugor. Inga underarter finns listade i Catalogue of Life.